# Eukelade
Eukelade (XLVII, S/2003 J1) är en av Jupiters månar. Den upptäcktes den 6 februari 2003 av en grupp astronomer vid University of Hawaii. Eukelade är cirka 4 kilometer i diameter och roterar kring Jupiter på ett avstånd av cirka 23 661 000 kilometer.